# Ludus Tonalis
«Ludus Tonalis» (дослівно з лат. «Гра тональностей»), що має підзаголовок «тональні, контрапунктичні та піаністичні вправи» (нім. Kontrapunktische, tonal, und Klaviertechnische Übungen) — фортепіанний цикл Пауля Гіндеміта, створений у 1942 році під час перебування композитора у США, куди Гіндеміт змушений був емігрувати з нацистської Німеччини перед Другою світовою війною. Приводом його створення для композитора, що наслідував поліфонічні традиції барокової епохи стало наближення 200-річчя від дня, коли Й. С. Бах у 1744 році завершив другий том свого «Добре темперованого клавіру». «Ludus Tonalis» був виданий у 1944 році, в СРСР — у 1964 році.

## Будова циклу
Цикл відкривається трьохчастинною прелюдією в до мажор подібно до токат Баха, і закінчується постлюдією, що являє точний ракоход інверсії Прелюдії. Між ними йдуть 12 фуг, що розділені 11-ма інтерлюдіями. Тональності йдуть у порядку спадного акустичного споріднення тональностей до головної, якою виступає у циклі тонільність до, складаючи наступну послідовність: C—G—F—E—A—Es—As—D—B—Des—H—Fis.
Всі фуги «Ludus Tonalis» — триголосні, що визначає їх фактурну цілісність. Кожен із 12-ти звуків представлений однією фугою без розрізнення ладу, оскільки, відповідно до теоретичних розробок Гіндеміта, мажор і мінор — взаємопроникні елементи тональної цілісності, що визначається лише пануванням основного тону. З огляду на це при позначенні тональності кожної з дванадцяти фуг «Ludus Tonalis» Гіндеміт вказує лише на їх основний тон — в до, в ре тощо, цілком логічно відмовляючись від знаків при ключі.
Інтерлюдії як правило виконують поєднувальну функцію, ведучи з тональності попередньої фуги в тональність наступної. Поєднувальний характер більшості інтерлюдій, які можуть, з одного боку, розсіювати тематичний матеріал попередньої фуги, а з іншого — тематично й емоційно випереджати наступну, не передбачає ізольованого виконання фуги поза зв'язком з іншими (хоча в концертній практиці це іноді припускається).
Забезпечуючи цілісність і внутрішню зв'язаність циклу «Ludus Tonalis», Гіндеміт не тільки подбав про контрасти темпу і характеру всіх дванадцяти фуг та одинадцяти проміжних інтерлюдій, а й скріпив їхню загальну конструкцію вступною прелюдією та завершальною постлюдією, що є точним викладенням прелюдії у зворотному русі (від кінця до початку) та в оберненні (з протилежним напрямком інтервалів) із взаємним переміщенням голосів (верхні стають нижніми, нижні — верхніми). Прелюдія і постлюдія утворюють міцну композиційну арку твору.

## Паралелі з творчістю Й.С.Баха
Орієнтація на поліфонічні традиції барокової епохи обумовила цілий ряд спільних рис цього циклу із творчими добутками Й. С. Баха. По-перше, цикли складаються з фуг, які чергуються з п'єсами переважно нефугованого плану (з прелюдіями — у Баха, з інтерлюдіями — у Гіндеміта). По-друге, фуги в циклах розміщено у порядку, зумовленому відомими й актуальними для свого часу теоретичними принципами, що випливали з композиторської практики, — системою хроматичної рівномірної темперації (у Баха фуги йдуть у хроматичному порядку) та системою акустичної спорідненості звуків (у Гіндеміта фуги йдуть за зменшенням акустичного споріднення тональностей щодо головної). По-третє, цикли побудовано на зіставленні контрастних образів, настроїв і жанроних сцен, які є наслідком широких художніх узагальнень (епохи музичного Бароко — у Баха і поствагнерівського напряму в розвитку західноєвропейської музики — у Гіндеміта).
Крім перелічених явних рис спільності «Ludus Tonalis» і «Добре темпетемперованого клавіру», існує опосередкованіший зв'язок поліфонічного циклу Хіндеміта з творчістю Баха в цілому, з національними джерелами та традиціями минулого й сучасного не тільки німецької, а й усієї західноєвропейської музичної культури.
Як вершина контрапунктичної майстерності Гіндеміта «Ludus Tonalis» наближається також до бахівського  «Музичного дарунку» («Musikalishes Opfer») і особливо — до «Мистецтва фуги» («Die Kunst der Fuge»), які демонструють складнішу поліфонічну техніку, не представлену в його «Добре темперованому клавірі». Передусім це стосується техніки дзеркальних, зокрема ракохідних, обернень. Наявні у фугах «Ludus Tonalis» техніка органуму (квартових та квінтових паралелізмів) та інші прийоми, типовіші для добахівської поліфонії свідчать про сучасне переосмислення Гіндемітом деяких традицій музики Середньовіччя та Відродження.

## Нотні приклади
Нижче подаються перші такти прелюдії, дванадцяти фуг, одинадцяти інтерлюдій та постлюдії циклу Ludus Tonalis.